# Reality (film, 2023)
Pour les articles homonymes, voir Reality.
Pour plus de détails, voir Fiche technique et Distribution.
Reality est un drame biographique américain réalisé par Tina Satter et sorti en 2023. Il relate l'arrestation de la lanceuse d'alerte Reality Winner par le FBI, le 3 juin 2017.

## Synopsis
Le 9 mai 2017, Reality Winner, linguiste spécialiste du persan et du pachto, ancien membre de l'US Air Force, regarde les actualités, qui parlent du renvoi de James Comey par Donald Trump.
Le 3 juin, des agents du FBI se présentent chez elle, perquisitionnent sa maison et la soumettent ensuite à un interrogatoire courtois, mais serré, au sujet de la fuite de documents classifiés liés à un rapport de renseignement concernant des accusations d'ingérences russes dans l'élection présidentielle américaine de 2016, dont ils savent qu'elle l'a consulté et imprimé au début du mois de mai.
Reality Winner nie vouloir être une lanceuse d'alerte ou vouloir saper la communauté du renseignement à la manière d'Edward Snowden, affirmant plutôt qu'elle souhaitait que le public américain ait les mêmes informations que le gouvernement avait sur l'élection. Alors que l'interrogatoire se termine, elle exprime principalement son inquiétude pour ses animaux de compagnie, un chien et un chat, car elle réalise qu'elle sera placée en garde à vue. Elle est escortée hors de sa maison et menottée, tandis que des images des reportages des médias sur la fuite sont diffusées. Reality Winner reçoit à la fois des éloges et des critiques pour ses actions, certains l'accusant de collusion avec le Moyen-Orient ou niant complètement la véracité des fuites. Certains médias critiquent The Intercept pour avoir permis que la fuite lui soit attribuée, et d'autres théorisent que la punition disproportionnée était destinée à décourager les lanceurs d'alerte potentiels.
Un épilogue textuel explique que Reality Winner s'est vu refuser la libération sous caution et a été accusée en vertu de la loi sur l'espionnage. Elle passe quatre ans en prison et restera en liberté surveillée jusqu'en novembre 2024. Le document qu'elle a divulgué est utilisé par après au Sénat comme preuve d'ingérence russe.

## Fiche technique
Sauf indication contraire, les informations mentionnées dans cette section peuvent être confirmées par les bases de données cinématographiques IMDb et Allociné,  présentes dans la section « Liens externes ».
- Poster du film sur la Wikipédia en anglais
- Titre original : Reality
- Réalisation : Tina Satter
- Scénario : Tina Satter et James Paul Dallas d'après la pièce Is This A Room de Tina Satter
- Musique : Nathan Micay
- Décors : Tommy Love
- Costumes : Enver Chakartash
- Photographie : Paul Yee
- Montage : Ron Dulin et Jennifer Vecchiarello
- Production : Brad Becker-Parton, Greg Nobile, Riva Marker et Noah Stahl
  - Production déléguée : Ellyn Daniels, Will O'Connor, Daniel Ginsberg, Bill Way, Elliott Whitton, Eva Maria Daniels, Andrew Beck, Tina Satter et Philipp Engelhorn
  - Coproduction : Rita Walsh
- Sociétés de production : Seaview Productions, Burn These Words, 2 Sq Ft, Cinereach, Fit Via Vi Film Productions et Tanbark Pictures
- Société de distribution : Metropolitan Filmexport (France)
- Pays de production :  États-Unis
- Langue originale : anglais
- Format : couleur — 2,00:1[3]
- Genre : drame biographique
- Durée : 82 minutes
- Dates de sortie :
  - Allemagne : 18 février 2023 (Berlinale)
  - États-Unis, Canada : 29 mai 2023 (VOD)
  - France, Belgique : 16 août 2023

## Distribution

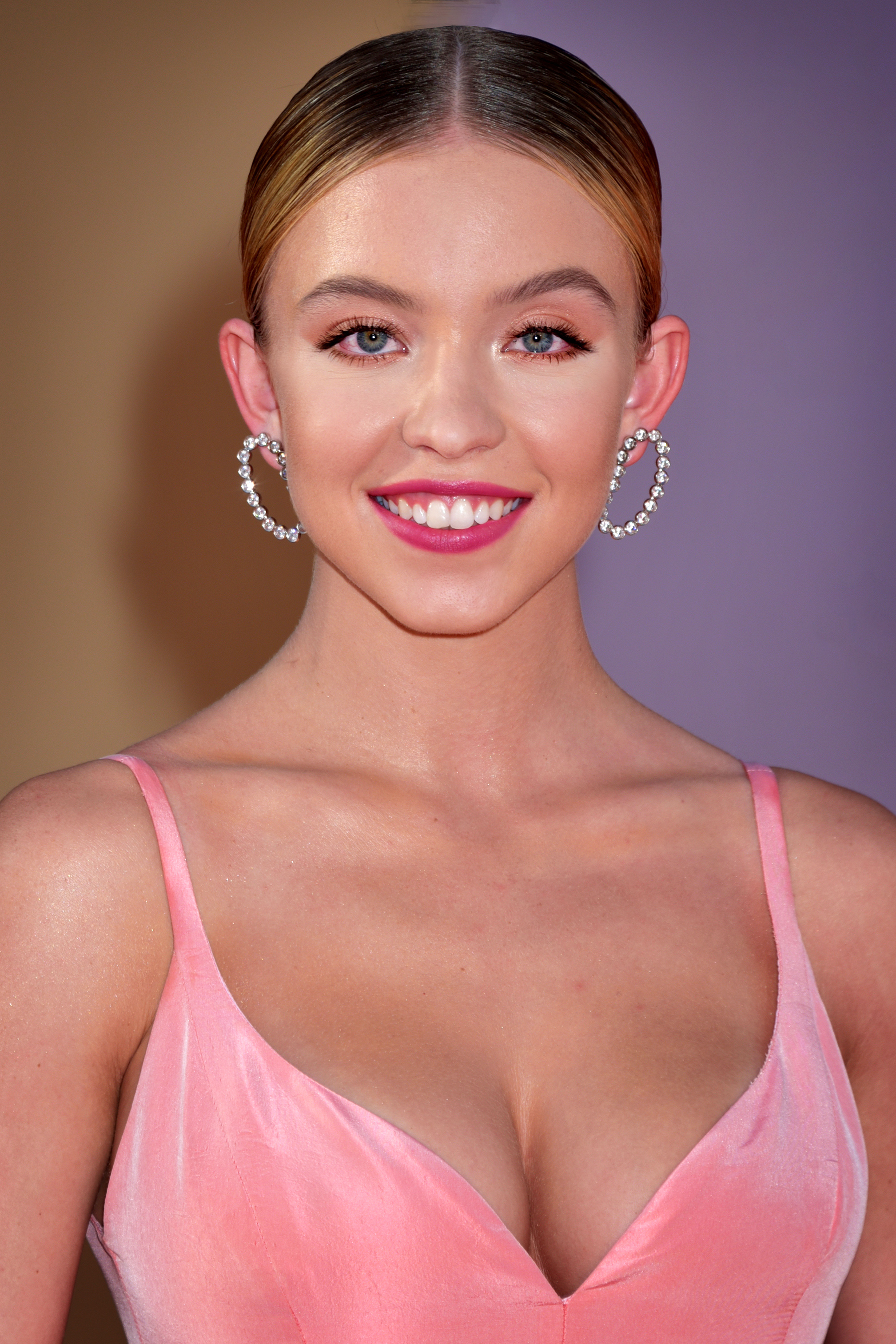
La performance de Sydney Sweeney a été largement saluée par la critique,,,,.

Sauf indication contraire ou complémentaire, les informations mentionnées dans cette section proviennent du générique de fin de l'œuvre audiovisuelle présentée ici.
- Sydney Sweeney (VF : Elsa Davoine) : Reality Winner
- Josh Hamilton (VF : Nicolas Marié) : l'agent Garrick
- Marchánt Davis (en) (VF : Baptiste Marc) : l'agent Taylor
- Benny Elledge (VF : Michaël Aragones) : Joe (l'homme inconnu)
- John Way : un agent du FBI

## Production

### Écriture du scénario
Ainsi qu'il est indiqué au début du film, les dialogues sont entièrement tirés de la transcription de l'interrogatoire de Reality Winner par les agents du FBI.

## Distinctions
| Prix                                        | Date de la cérémonie | Catégorie                                              | Destinataires  | Résultat   | Ref.   |
| ------------------------------------------- | -------------------- | ------------------------------------------------------ | -------------- | ---------- | ------ |
| Berlin International Film Festival          | 25 février 2023      | Panorama : Prix du public pour un long métrage         | Reality        | Nomination | [ 10 ] |
| Berlin International Film Festival          | 25 février 2023      | GWFF : Prix du meilleur premier film                   | Tina Satter    | Nomination | [ 11 ] |
| Festival international du film de Jérusalem | 23 juillet 2023      | Meilleur film documentaire                             | Reality        | Lauréat    | [ 12 ] |
| Gold Derby Awards                           | 16 août 2023         | TV Movie                                               | Reality        | Nomination | [ 13 ] |
| Awards Daily Cooler Awards                  | 18 septembre 2023    | Outstanding Lead Actress in a Limited/Anthology Series | Sydney Sweeney | Nomination | [ 14 ] |
| Gotham Independent Film Awards              | 27 novembre 2023     | Best Feature                                           | Reality        | Nomination | [ 15 ] |
| Cinema Eye Honors                           | 12 janvier 2024      | Heterodox Award                                        | Reality        | Nomination | [ 16 ] |
| Critics' Choice Awards                      | 14 janvier 2024      | Best Movie Made for Television                         | Reality        | Nomination | [ 17 ] |
| Critics' Choice Awards                      | 14 janvier 2024      | Best Actress in a Movie/Miniseries                     | Sydney Sweeney | Nomination | [ 17 ] |
| Producers Guild of America Awards           | 25 février 2024      | Best Streamed or Televised Movie                       | Reality        | Nomination | [ 18 ] |
| Peabody Awards                              | 9 mai 2024           | Entertainment                                          | Reality        | Lauréat    | [ 19 ] |

## Accueil

### Réception critique
En France, Jean-Luc Wachthausen pour Le Point salue un « premier film très réussi » sur un sujet « glaçant ». Pour Sandra Onana de Libération, il s'agit d'« une variation édifiante sur l’individu face aux faux-semblants de la démocratie américaine ».

### Box-office
| Pays ou région | Box-office      | Date d'arrêt du box-office | Nombre de semaines |
| -------------- | --------------- | -------------------------- | ------------------ |
| France         | 124 946 entrées | 17 octobre 2023            | 9                  |
| Total mondial  | 1 402 799 $     | -                          | -                  |